# Liste der Bischöfe von St Asaph
Die folgenden Personen waren Bischöfe der Diözese St Asaph in Wales:

## Bischöfe von St Asaph
- 583–??? Heiliger Kentigern (Heiliger Mungo, auch Bischof von Glasgow)
- Asaph (Asa; fiktiv)
- um 600 Tysilio
- um 800 Renchidus
- um 928 Cebur
- um 1070 Melanus
- 1143–1152 Gilbertus (Galfridus)
- 1152–1154 Geoffrey von Monmouth
- 1154–1155 Richard
- 1155–1175 Godefridus (Godfrey)
- 1175–1183 Adam
- 1183–1186 Johannes I. (John)
- 1186–1225 Reinerus (Reyner, Reiner)
- 1225–1235 Abraham
- 1235–1240 Hugo (Hugh; Hywel I.) OP
- 1240 bis ca. 1247 Howel ap Ednevet (Hywel II. ab Ednyfed)
- ca. 1247–1249 vakant
- 1249–1267 Anian I
- 1267–1268 John
- 1268–1293 Anian II
- 1293–1314 Leoline de Bromfeld (Llywelyn Bromfield)
- 1314–1352 David I.
- 1352–1357 John Trevor I
- 1357–1376 Leoline ap Madoc
- 1376–1382 William de Sprinlington
- 1382–1390 Lawrence Child
- 1390–1395 Alexander Bache
- 1395–1402 John Trevor II
- 1402–1410 David II.
- 1410–1433 Robert de Lancaster OCist
- 1433–1444 John Lowe OESA (danach Bischof von Rochester)
- 1444–1450 Reginald Pecock (danach Bischof von Chichester)
- 1450–1471 Thomas Knight OP
- 1472–1495 Richard Redman (danach Bischof von Exeter)
- 1495–1499 Michael Dyacon
- 1499–1503 David III. OCist
- 1503–1513 David IV. OCist
- 1513–1518 Edmund Birkhead
- 1518–1535 Henry Standish OFMCap
- 1535–1536 William Barlow (danach Bischof von St. David’s)
- 1536–1554 Robert Wharton (Robert Parfew; Robert Parfoy) (auch Bischof von Hereford)
- 1554–1559 Thomas III. Goldwell CR (letzter römisch-katholischer Bischof)

## Bischöfe von Aberdeen derChurch of England
- 1560–1561 Richard Davies (auch Bischof von St. David’s)
- 1561–1573 Thomas IV. Davies
- 1573–1603 William Morgan (davor Bischof von Llandaff)
- 1603–1622 Richard Parry
- 1622–1629 John Hamner
- 1629–1646 John Owen
- Von 1646 bis 1660 war das Bistum St Asaph aufgelöst.
- 1660–1667 George Griffith
- 1667–1669 Henry Glenham
- 1669–1680 Isaac Barrow (davor Bischof von Sodor & Man)
- 1680–1692 William Lloyd (davor Bischof von Lichfield & Coventry)
- 1692–1703 Edward Jones (davor Bischof von Cloynes)
- 1703–1704 George Hooper (danach Bischof von Bath & Wells)
- 1704–1708 William Beveridge
- 1708–1714 William Fleetwood (danach Bischof von Ely)
- 1714–1727 John Wynne (danach Bischof von Bath & Wells)
- 1727–1731 Francis Hare (danach Bischof von Chichester)
- 1731–1736 Thomas Tanner
- 1736–1743 Isaac Maddox (danach Bischof von Worcester)
- 1743–1743 John Thomas (gewählt, noch vor Weihung Bischof von Lincoln)
- 1743–1748 Samuel Lisle (danach Bischof von Norwich)
- 1748–1761 Robert Drummond (danach Bischof von Salisbury)
- 1761–1769 Richard Newcombe (davor Bischof von Llandaff)
- 1769–1789 John Shipley (davor Bischof von Llandaff)
- 1789–1790 Samuel Halifax (davor Bischof von Gloucester)
- 1790–1802 Lewis Bagot (davor Bischof von Norwich)
- 1802–1806 Samuel Horsley (davor Bischof von Rochester)
- 1806–1815 William Cleaver (davor Bischof von Bangor)
- 1815–1830 John Luxmore (davor Bischof von Hereford)
- 1830–1846 William Carey (davor Bischof von Exeter)
- 1846–1870 Thomas Vowler Short (davor Bischof von Sodor & Man)
- 1870–1889 Joshua Hughes
- 1889–1920 Alfred George Edwards

## Bischöfe derChurch in Wales
- 1920–1934 Alfred George Edwards (auch Erzbischof von Wales)
- 1934–1950 William Thomas Havard
- 1950–1971 David Daniel Bartlett, DD
- 1971–1982 Harold John Charles, MA
- 1982–1999 Alwyn Rice Jones (auch Erzbischof von Wales 1991–1999)
- 1999–2008 John Stewart Davies
- 2009-0000 Gregory Cameron